# Jean Elleinstein
Jean Elleinstein (ur. 1927 w Paryżu, zm. 2002 w Pernay) – francuski polityk, historyk, sowietolog.
Był członkiem Francuskiej Partii Komunistycznej. Ceniony badacz zagadnień stalinizmu. 

## Wybrane publikacje
- La Révolution des Révolutions, Paris, Éditions Sociales, 1967.
- Histoire de l'URSS, en 4 tomes : La conquête du pouvoir, 1917-1921 (Paris, Éditions Sociales, collection Notre temps, 1972, 215 p.) ; Le socialisme dans un seul pays (Paris, Éd. Sociales, 1973, 313 p.) ; L'URSS en guerre, 1939-1946 (Paris, Éd. Sociales, 1974, 236 p.) ; L'URSS contemporaine (Paris, Éd. Sociales, 1975, 323 p.).
- Histoire du phénomène stalinien, Paris, Grasset, 1975, 248 p.
- Le PC, Paris, Grasset, 1976, 210 p.
- Lettre ouverte aux Français sur la République du Programme commun, Paris, Albin Michel, 1977, 215 p.
- Une certaine idée du communisme, Paris, Julliard, 1979.
- Dialogue inattendu, avec Thierry Maulnier, Flammarion, 1979.
- Histoire du communisme (1917-1945), Paris, Édition Janninck, 1980, 158 p.
- Ils vous trompent, Camarades, Paris, Pierre Belfond, 1981, 214 p. ISBN 2-7144-1376-5
- Karl Marx|Marx, sa vie, son œuvre, Paris, Fayard, 1981, 735 p.
- Jacques Grandjonc: Jean Elleinstein : Marx, sa vie, son œuvre, Fayard, Paris 1981 (Cahiers d'Études Germaniques, Université de Provence, Centre d'Aix. 1982, p. 1-15) allemand (Wie eine Biographie von Marx nicht zu schreiben ist) (Beiträge zur Marx-Engels-Forschung 15, Berlin 1984, p. 104-114)
- Staline, Paris, Fayard, 1984, 575 p.
- Histoire mondiale des socialismes, Armand Colin, 1984.
- Goliath contre Goliath 1941-1949 ; l'enfance des Grands, Paris, Fayard, 1986.
- La paix froide ; histoire des relations États-Unis/URSS depuis 1950 , Paris, Londreys, 1988.
- D'une Russie à l'autre, vie et mort de l’URSS, Éditions Sociales, 1992, 763 p.

## Publikacje w języku polskim
- Nie chciałbym żyć w Związku Radzieckim [w:] (współautorzy: S. Carillo, J. Elleinstein), Eurokomunizm: wybór tekstów, tł. z niem., Warszawa: Studencka Oficyna Wydawnicza "Sowa" 1981.
- Przedmowa [w:] Michaił Woslenski, Nomenklatura: uprzywilejowani w ZSRR, Warszawa: "Krąg" 1983 (wyd. 2 - Warszawa: Unia Nowoczesnego Humanizmu - Wrocław: "Vist" - Oficyna Wydawnicza NZS UWr. 1986.